# آرژونتیر
آرژونتیر (به فرانسوی: Argentières) یک کمون در فرانسه است که در سن-ا-مارن واقع شده‌است. آرژونتیر ۲٫۵۷ کیلومتر مربع مساحت دارد.